# Johannes Mühlenbruch
Johannes Mühlenbruch (* 1. August 1855 in Naugard; † 10. November 1932 in Straßburg) war ein Historienmaler.

## Leben und Wirken

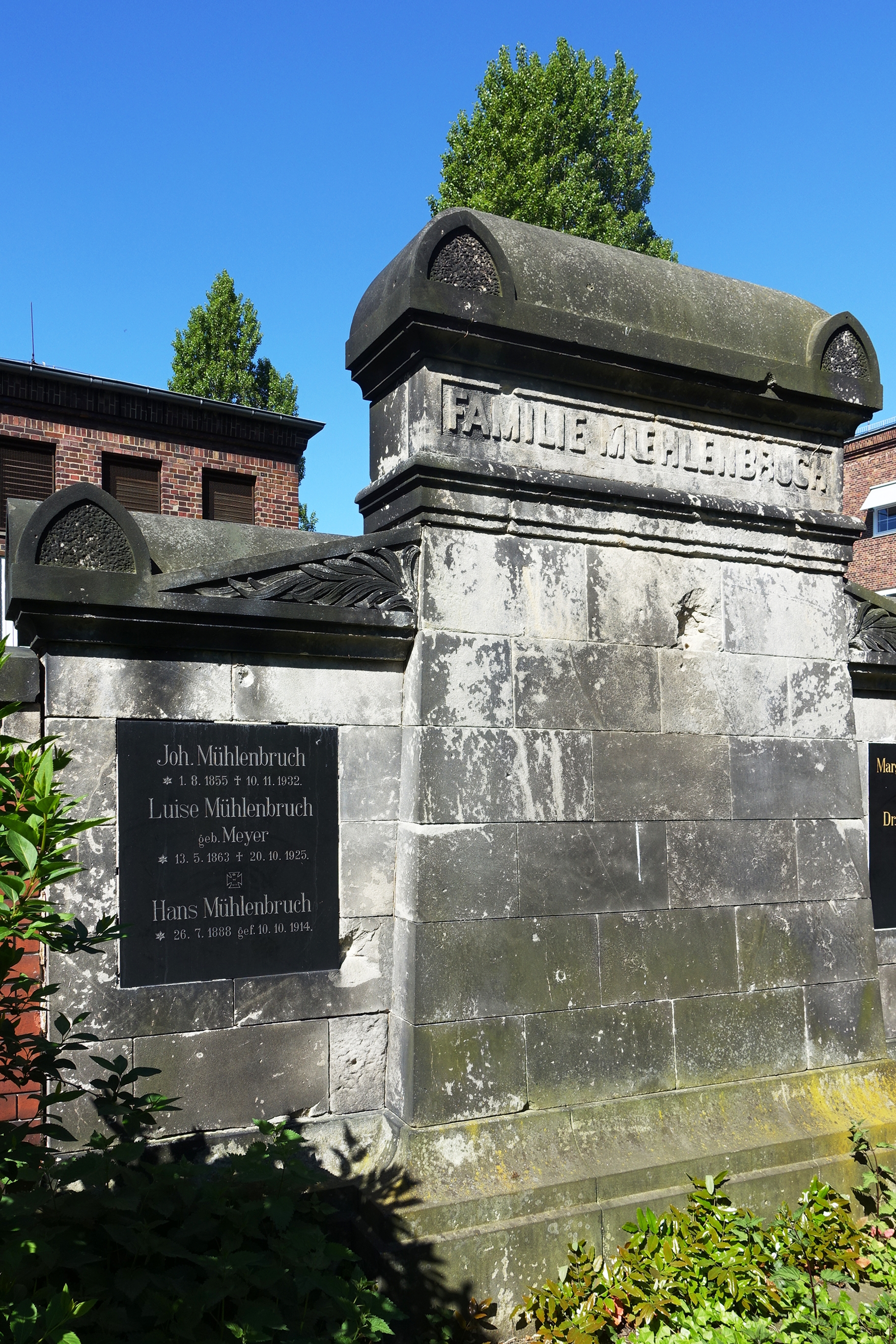
Familiengrab Mühlenbruch

Mühlenbruch war Schüler im Atelier des Historienmalers Wilhelm Lindenschmit, der seit 1863 in München wirkte. 1879 ließ sich Mühlenbruch in Berlin nieder und betätigte sich zunächst als Retuscheur. Später war er auch als Maler an der Königlichen Porzellanmanufaktur beschäftigt.
1886 gewann er – völlig überraschend – den ersten Preis bei dem vom Magistrat ausgeschriebenen Wettbewerb für die Ausmalung des Haupttreppenhauses des Roten Rathauses in Berlin. Die Dotierung mit 15.000 Mark rief heftige Kritik durch die Berliner Gesellschaft hervor. Der Kunsthistoriker Adolf Rosenberg äußerte sich mehrmals in der „Zeitschrift für bildende Kunst“ zum Thema Rathausbilder. Trotz aller Anfechtungen erhielt Johannes Mühlenbruch ein Jahr später auch den Auftrag zur Ausführung der Bilder, die eine Wandfläche von insgesamt 250 Quadratmetern einnehmen sollten, und die er vertragsgemäß in acht Jahren fertigzustellen hatte, was er allerdings nicht schaffte. Für den Bürgersaal entstand 1887 ein Gemälde, das eine Berolina zeigte. Für dieses Gemälde hatte Anna Sasse, eine ehemalige Berliner Blumenverkäuferin, Modell gestanden. Sie hatte bereits Reinhold Begas und Adolph von Menzel Modell gestanden, ebenso später Emil Hundrieser für die von ihm geschaffene Berolina.
Die Rathausbilder haben den Luftkrieg nicht überstanden und wurden, wie alle anderen Wandbilder beim Wiederaufbau des Rathauses in den 1950er Jahren, nicht rekonstruiert. Außer den Fresken im Rathaus hat Johannes Mühlenbruch in Berlin noch ein weiteres Monumentalgemälde geschaffen. 1888/89 malte er die Kuppel der kurz vorher neu entstandenen Taufkapelle der Dreifaltigkeitskirche aus. Der Rundbau wurde ebenfalls ein Opfer des Zweiten Weltkrieges und damit auch Mühlenbruchs Kunstwerk.
Seit 1897 wohnte der Maler in seinem Landhaus in der Wangenheimstraße 45.